# جون بول سارتر
جون بول شارل أيمارد سارتر (بالفرنسية: Jean-Paul Charles Aymard Sartre) (21 يونيو 1905 باريس - 15 أبريل 1980 باريس) هو فيلسوف وروائي وكاتب مسرحي كاتب سيناريو وناقد أدبي وناشط سياسي فرنسي. بدأ حياته العملية أستاذاً. درس الفلسفة في ألمانيا خلال الحرب العالمية الثانية. حين احتلت ألمانيا النازية فرنسا، إنخرط سارتر في صفوف المقاومة الفرنسية السرية. عرف سارتر واشتهر لكونه كاتب غزير الإنتاج، ولأعماله الأدبية وفلسفته المسماة بالوجودية، ويأتي في المقام الثاني التحاقه السياسي باليسار المتطرف.
كان سارتر رفيق دائم للفيلسوفة والأديبة سيمون دي بوفوار، التي أطلق عليها أعدائها السياسيون «السارترية الكبيرة». برغم أن فلسفتهم قريبة إلا أنه لا يجب الخلط بينهما. لقد تأثر الكاتبان ببعضهما البعض.
أعمال سارتر الأدبية هي أعمال غنية بالموضوعات والنصوص الفلسفية بأحجام غير متساوية مثل كتاب "الوجود والعدم" (1943)، والكتاب المختصر الوجودية مذهب إنساني (1945) أو نقد العقل الجدلي (1960)، وأيضا النصوص الأدبية في مجموعة القصص القصيرة مثل الحائط، أو رواياته مثل الغثيان (1938)، والثلاثية طرق الحرية (1945).
كتب سارتر أيضا في المسرح مثل الذباب (1943) والغرفة المغلقة (1944) والمومس الفاضلة (1946) والشيطان والله الصالح (1951) ومساجين ألتونا (1959) وكانت هذه الأعمال جزءا كبيرا من إنتاجه الأدبي. في فترة متأخرة من عمره في عام 1964 تحديدا، أصدر سارتر كتابا يتناول السنوات الإحدى عشر الأولى من عمره بعنوان الكلمات بالإضافة إلى دراسة كبيرة على جوستاف فلوبير في كتاب بعنوان أحمق العائلة (1971-1972). لقد أصدر أيضا دراسات عن سير العديد من الكتاب مثل تينتوريتو ومالارميه وشارل بودلير وجان جينيه. كان سارتر يرفض دائما التكريم بسبب عنده وإخلاصه لنفسه ولأفكاره ومن الجدير بالذكر أنه رفض استلام جائزة نوبل في الأدب وهناك تكهنات أن السبب الرئيسي من رفضه هو غضبه وموقفه من ألبير كامو الذي تسلمها قبله بسنوات  ولكنه قبل لقب دكتور honoris causa من الجامعة العبرية عام 1976.

## حياته
«أنا لا أحاول الحفاظ على حياتي من خلال فلسفتي فهذا شئ حقير، ولا أحاول إخضاع حياتي لفلسفتي فهذا شئ متحذلق، لكن في الحقيقة الحياة والفلسفة شيء واحد» من كتاب دفاتر طرائف الحرب.

### مقدمة
لقد ترك جون بول سارتر بوصفه كاتبا غزير الإنتاج أعمالا أدبية ضخمة على شكل روايات ومقالات ومسرحيات وكتابات فلسفية وسير ذاتية.
أثرت فلسفته في فترة ما بعد الحرب وقد بقي مع ألبير كامو رمزا للمثقف الذي يأخذ إتجاها في كتاباته. منذ التحاقه بالمقاومة في 1941 (تم التشكيك في هذا الالتحاق بسبب موقفه الملتبس أثناء الاستعمار 
) وحتى وفاته في 1980، لم يكف سارتر عن تغطية الأحداث التي تدور من حوله. فكان في الحقيقة يخوض جميع المعارك متخذا موقفا واضحا ومتبنيا بحماسة جميع القضايا التي كانت تبدو له عادلة. مثل فولتير  القرن العشرين، ناضل سارتر دون كلل حتى نهاية حياته.
بعد الحرب أصبح رائد مجموعة من المثقفين في فرنسا. وقد أثرت فلسفته الوجودية، التي نالت شعبية واسعة، على معظم أدباء تلك الفترة. منح جائزة نوبل للآداب عام 1964. تميزت شخصياته بالانفصال عنه وبدت وكأنها موضوعات جدال وحوار أكثر منها مخلوقات بشرية، غير أنه تميز بوضع أبطاله في عالم من ابتكاره.
لم يكن سارتر مؤلفاً مسرحياً محترفاً، وبالتالي فقد كانت علاقته بالمسرح عفوية طبيعية. وكان بوصفه مؤلفاً مسرحياً، يفتقر أيضاً إلى تلك القدرة التي يتمتع بها المحترف بالربط بين أبطاله وبين مبدعيهم. كما كان يفتقر إلى قوة التعبير الشاعري بالمعنى الذي يجعل المشاهد يلاحق العمق الدرامي في روح البطل الدرامي.
تميزت موضوعات سارتر الدرامية بالتركيز على حالة أقرب إلى المأزق أو الورطة. ومسرحياته «الذباب» و«اللا مخرج» و«المنتصرون» تدور في غرف التـعذيب أو في غرفة في جهنم أو تحكي عن طاعون مصدره الذباب. وتدور معظمها حول الجهد الذي يبذله المرء ليختار حياته وأسلوبها كما يرغب والصراع الذي ينتج من القوى التقليدية في العالم التقليدي الذي يوقع البطل في مأزق ويحاول محاصرته والإيقاع به وتشويشه وتشويهه.
وإذا كان إدراك الحرية ووعيها هي الخطوة الأولى في الأخلاقية السارترية فإن اسـتخدامه لهذه الحرية وتصرفه بها -التزامه- هو الخطوة الثانية. فالإنسان قبل أن يعي حريته ويستثمر هذه الحرية هو عدم أو هو مجرد «مشـيئ» أي أنه أقرب إلى الأشـياء منه إلى الكائن الحي. إلا أنه بعد أن يعي حريته يمسي مشـروعاً له قيمته المميزة.
في مسرحيتيه الأخيرتين «نكيرازوف» (1956) و«سجناء التونا» (1959) يطرح سارتر مسائل سياسية بالغة الأهمية. غير أن مسرحياته تتضمن مسائل أخرى تجعلها أقرب إلى الميتافيزيقيا منها إلى السياسة. فهو يتناول مواضيع مثل: شرعية اسـتخدام العنف، نتائج الفعل، العلاقة بين الفرد والمجتمع، وبين الفرد والتاريخ. من مسرحياته أيضاً: «الشيطان واللورد» و«رجال بلا ظلال».
وقد ساهم أيضا في إعطاء الجزائر استقلالها ووقف أمام حركة بلاده الاستعمارية وكان قوله المشهور السلام هو الحرية

### الشباب والتوجه

#### طفولته
ولد جون بول سارتر في شهر يناير عام 1905 في عائلة بسيطة برجوازية. كان والده يعمل بالجيش ونشأت والدته في عائلة من المفكرين والمدرسين وكان عمه رجل سياسي وكانت والدته ابنة عم ألبرت شوايتزر. لم يتعرف سارتر إلى والده الذي مات بعد خمسة عشر شهرا من ولادته ومع ذلك فقد كان حاضرا من خلال جده، وهو رجل ذو شخصية قوية والذي قام بتربيته حتى التحق بالمدرسة العامة وهو في العاشرة من عمره.
عاش «بولو» الصغير، كما أطلق عليه، عشر سنوات من عام 1907 إلى 1917 مع والدته وعائلتها في سعادة وحب وهناء.
اكتشف سارتر القراءة في مكتبة البيت الكبيرة وفضلها عن مصادقة الأطفال في سنه. انتهت هذه الفترة السعيدة عام 1917 عندما تزوجت والدته بجوزيف مانسي مهندس بحري والذي كان سارتر يبغضه كثيرا. كان يبلغ سارتر الثانية عشر من عمره عندما انتقل للعيش ب «روشيل» وظل بها حتى الخامسة عشر من عمره. كانت هذه السنوات الثلاث سنوات تعيسة ففد ترك سارتر مناخ الأسرة السعيدة ليصطدم بحقيقة زملائه الطلاب الذين مثلوا له العنف.
أدى مرض سارتر عام 1920 إلى عودته إلى باريس كما أدى خوف والدته على أن تفسد أخلاقه بسبب زملائه الفاسدين بالمدرسة إلى أن تجعله يبقى معها بباريس.

#### دراسته

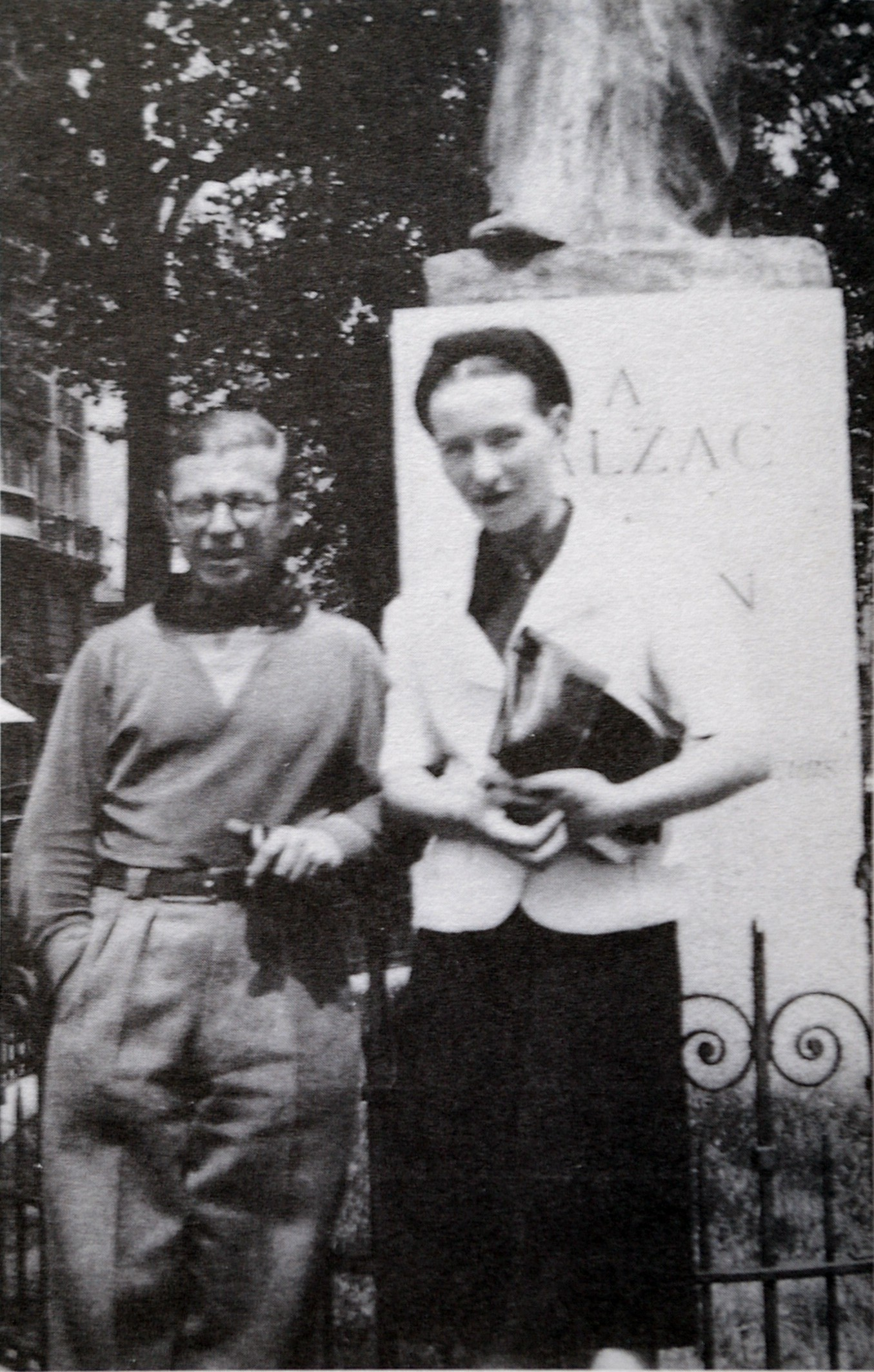
سارتر وسيمون دى بوفوار أمام تمثال بلزاك في باريس في عشرينات القرن العشرين

التحق سارتر وهو في السادسة عشر من عمره بالثانوية في مدرسة «هنري الرابع»، وهناك تعرف إلى بول نيزان كاتب مبتدئ ونشأت بينهم صداقه استمرت حتى وفاته في عام 1940. ساهمت هذه الصداقة في تكوين شخصية سارتر. برع سارتر في مجال الفكاهة. استعد سارتر بصحبة صديقه نيزان، للمسابقة الخاصة بالتحاق المدرسة التقليدية العليا «بمدرسة لويس لو جران». وقام في هذه المدرسة بكتابة أول أعماله الأدبية، وخاصة قصتين قصيرتين يحكى فيهما حكايتين مأساويتين لمدرسين في القرية. يظهر في هتين القصتين بوضوح أسلوب سارتر الساخر، والمليء بالنفور من الحياة الاجتماعية المصطنعة. ويستكمل سارتر في الوقت نفسه كفكاهي مع صديقه نيزان، يمثلان المشاهد القصيرة ويلقيان النكات بين الحصص المدرسية. وبعد عامين من التحاقهما بـ«لويس لو جراند» أصبحا هو ونيزان مشتركان في المسابقة. تمييز سارتر، بعد فترة وجيزة في «المدرسة المدعوة بالتقليدية والعليا» كما أطلق عليها نيزان. ظل سارتر المحرك الأساسي لكل أعمال الشغب التي وصلت إلى اشتراكه بالتمثيل بمسرحية ضد الحكم العسكري في العرض الاحتفالي «بالمدرسة التقليدية العليا» مع زملائه وذلك عام 1927. عقب هذا الحدث استقالة جوستاف لانسون مدير المدرسة، والذي قام في نفس العام بالتوقيع هو وزملائه من دفعته على عريضة (تم إعلانها في 15 أبريل في مجلد «أوروبا») ضد قانون المنظمة العامة للأمة لوقت الحرب، والذي يلغى حرية الفكر والرأي. كان سارتر يميل إلى معارضة السلطة، كما كان له مكانة كبيرة لدى أساتذته الذين كانوا يستضيفونه في المطعم الخاص بهم. كان سارتر مجتهد حيث أنه كان يقرأ أكثر من 300 كتاب في العام، ويكتب الأغاني والأشعار والقصص القصيرة والروايات. كون سارتر علاقات صداقة مع من أصبحوا فيما بعد مشهورين مثل ريمون آرون وموريس ميرلو-بونتي. وبالرغم من هذا لم يكن سارتر يهتم بالسياسة طوال الأربعة أعوام التي قضاها بالمدرسة التقليدية العليا. لم يكن يشترك بأي مظاهرة ولا يتملكه ولع بأي قضية. أثار رسوبه في مسابقة شهادة الأستاذية في الفلسفة عام 1928 استغراب محبيه، مما جعلهم يشكون في صحة تقييم الحكام. وفاز في هذه المسابقة ريمون أرون بالمركز الأول (الذي، كما صرح سارتر نفسه، بأنه قدم شيء متميز للغاية). عمل سارتر بجهد كبير من أجل التحضير للمسابقة التالية التي تعرف فيها إلى سيمون دى بوفوار عن طريق صديق مشترك رينيه ماهو، والذي كان يطلق عليها اسم «قندس» نسبة للإنجليزية «بيفر» (والتي تعنى قندس: فمن جهة هذا الحيوان يمثل العمل والحماس، ومن جهة أخرى إيقاع الكلمة قريب من الاسم «بوفوار»). أطلق سارتر عليها هذا الاسم أيضا كما أنه أصبح رفيقها حتى آخر أيامها. حصل سارتر على المركز الأول في المحاولة الثانية في المسابقة، وحصلت سيمون دي بوفوار على المركز الثاني. طلب سارتر، بعد تأدية الخدمة العسكرية، أن يتم نقله إلى اليابان حيث أنها لطالما أثارت اهتمامه. ولكن لم يتحقق هذا الحلم حيث أن تم إرساله إلى «هارف» الثانوية، والتي يطلق عليها «فرنسوا الأول» منذ 1931. كان هذا اختبارًا حقيقيًا لسارتر، الذي طالما أخافته الحياة المنظمة والذي نقد دائما في كتاباته حياة الريفية المملة.

#### معلم فيلو هافر
توغل سارتر ببساطة في الحياة الحقيقية والعمل والحياة اليومية، حيث كان يصدم الأهالي والمعلمون بأساليبه (دخول الفصل دون ربطة عنق) لكنه أبهر خمسة أجيال من الطلاب الذين يعتبرونه مدرسا رائعًا، ومرحًا وفاضلًا بل وصديقا لهم. من هنا نشأ حنينه وارتباطه بالمراهقة حتى نهاية حياته.
بين وقت وآخر، كان يستكمل ما بدأه ريمون آرون في المعهد الثقافي الفرنسي في برلين في عامي 1933 و1934، فهناك يكمل ما استهله ريمون آرون عن ظاهراتية هوسرل.
قضت السنوات التي قضاها سارتر في الهافر على اعتقاده بالحصول على شهرة ومجد منذ الصغر، بسبب رفض الناشرين لكتباته. لقد حالفه سوء الحظ مع كتابه الأول الذي نشر في 1938 «الغثيان»، وهي رواية فلسفية (ظاهراتية) وسيرة ذاتية، تحكي آلام أنطوان روكيتان العازب المؤرخ صاحب ال35 عاما. ونقل سارتر للمدرسة العامة لمعلمون لاون ببيكاردي.
كان الخبر السعيد بالنسبة له هو نقله في أكتوبر 1937 إلى ليسيه الراعي في نويي-سور-سين. لقد بدأت هذه الفترة بمرحلة من سوء سمعة مع نشر كتابه الأول «الغثيان»، الذي كان قريبا جدا من الفوز بجائزة غونكور ونشر مجموعته القصصية «الحائط». وقد انتهت هذه المرحلة بوصول الحرب العالمية الثانية، والتي نقل خلالها إلى نانسي.

#### الحرب وموقفه الغامض منها

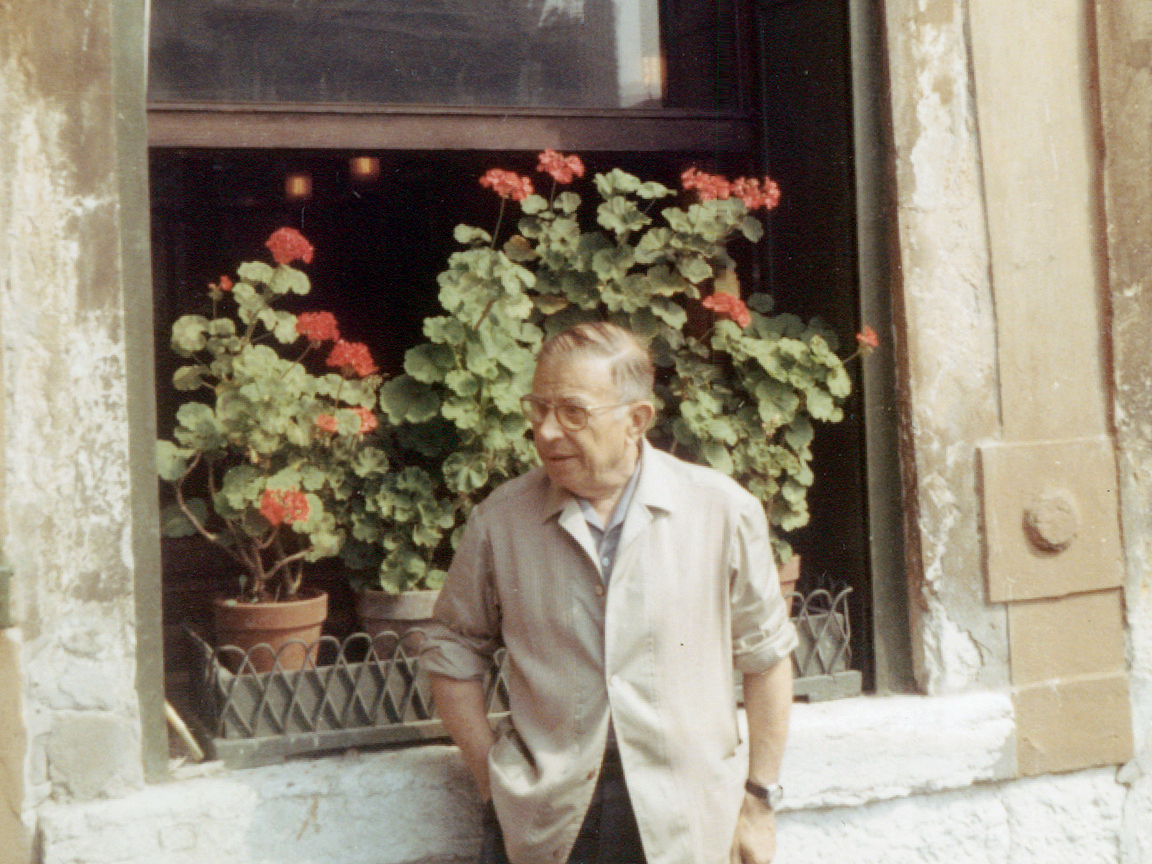
جون بول سارتر في البندقية عام 1967

لم يكن سارتر يملك الوعي السياسي قبل الحرب، وشارك فيها دون تردد رغم أنه كان مسالما وضد العسكرية. لقد غيرته الحرب والحياة داخل المجتمع تغيرا كليا. أثناء الحرب الزائفة، جند كجندي في علم الطقس، وسمحت له هذه الوظيفة بإيجاد وقت فراغ كبير كان يستغله في الكتابة (بمتوسط 12 ساعة في اليوم خلال تسعة أشهر، أي 2000 صفحة، وقد نشر جزء صغير منهم تحت اسم «دفاتر الحرب الزائفة»). كان يكتب في البداية لتجنب أي تعامل مع زملائه لأنه كان يضيق بالمعاملات الجادة والهرمية للجيش.
انتهت الحرب الزائفة في مايو 1940 وتحولت من حرب زائفة إلى حرب حقيقية. في 21 يونيو، حبس سارتر في بادو في فوج ثم حول إلى مخيم اعتقال بألمانيا مع 25000 معتقل. أثرت تجربة السجن في سارتر كثيرًا: تعلم من خلاله التضامن مع الآخرين؛ لقد شارك الحياة المجتمعية المرحة دون الإحساس بالقهر والخوف، وكان يروى القصص والنكات لأصحابه في العنبر، ويلعب مباريات الملاكمة معهم. كما كتب أيضا مسرحية قصيرة لسهرة عيد الميلاد وأطلق عليها «باركوبا» ولكنها لم تنشر. كانت هذه الحياة مع المعتقلين مهمة لأنها كانت نقطة تحول في حياته: فلم يعد فردي الثلاثينيات لكنه رأى وجوب الانخراط داخل المجتمع.
في مارس 1941، أطلق سراح سارتر بسبب شهادة طبية خاطئة ولكن حسب أقوال الأخوة جيل وجون روبرت راجاش، أنه قد تم إطلاق سراحه بتدخل من بيير دريو لا روشيل: <<في خريف 1940, قام دريو بكتابة قائمة بالكتاب المعتقلون وكان من بينهم سارتر ومكتوب أمام هذه القائمة «المطالبة بإطلاق سراح الكتاب»>>.
أخذته رغبته الجديدة في الالتحاق منذ عودته من باريس لإنشاء حركة مقاومة مع بعض من زملاءه مثل سيمون دى بوفوار تحت اسم حركة «الاشتراكية والحرية». التحق بها حوالي خمسون عضوا في يونيو 1941. كان سارتر معارضا متواضعا لكن صادق. أخذ عليه فلاديمير جانكليفيتش اهتمامه بالتقدم في عمله أكثر من التنديد ومعارضة المحتل. في صيف 1941، قام سارتر بعبور الولاية بالدراجة لتوسيع عدد أعضاء الحركة من المثقفين مثل جيد ومالرو لكن دون جدوى. حلت حركة «الاشتراكية والحرية» في نهاية عام 1941 بعد القبض على عضوين من أصدقائه.
في أكتوبر 1941، تولى سارتر منصب المدرس في ليسيه كوندورسيه في الkhâgne وهي فصول إعدادية متخصصة في الأدب بدلاً من فيرديناند آلكييه. كان المعلم هنرب دريفوس لوفوايي أول من شغل هذا المنصب وحتى 1940 لكن أطيح به لكونه يدين باليهودية. كشف جون دانيال هذه الواقعة في أكتوبر 1997 في افتتاحية جريدة Nouvel observateur وقد ألقى باللوم على سارتر. تسائل إنجليد جالستر عن موقف سارتر الغير واضح ثم قال "إذا كان سارتر يريد ذلك أو لم يرد فهو استفاد من القوانين العنصرية لحكومة فيشي  " وقد نشر في هذا الوقت العديد من المقالات في المجلة المتعاونة مع العدو «كويميديا» التي قام بإنشائها رينيه ديلانج في 21 يونيو 1941 تحت إدارة Propaganda-Staffel.
بالرغم من حل حركة «الاشتراكية والحرية»، لم يتنازل سارتر عن دوره في المقاومة الذي استكمله عن طريق الكتابة. في 1943، قام سارتر بكتابة وإخراج مسرحية «الذباب» والتي تتخذ أسطورة اليكترا كنداء رمزي لمقاومة المعتدي، وقد تعرف على ألبير كامو خلال أول عرض لها. في هذه الفترة من الاحتلال، لم تحصل المسرحية على الدوى المتوقع لها: كانت القاعات فارغة وتوقف العروض مبكرا جدا عن الوقت المتوقع لها. كان هذا العرض غامض بالنسبة لجون أمادو: <<في 1943، في السنة الأكثر قبحا للاستعمار، كان يعرض «الذباب» في باريس. هذا يعني أنه فعل ما فعله ساشا جيتري الذي كان يقدم عروضه امام جمهور من العمال الألمان وانتهى به الحال إلى أن قبض عليه بينما حول سارتر للجنة التنقية التي كانت تحكم الجواز للكتاب بالنشر أم الوقف والحظر. أندريه مالرو نفسه الذي كان يخاطر بحياته في المقاومة لم يكن عضوا في هذه اللجنة>>. اعتبر ميشيل وينوك أن <<مكر سارتر هو الذي حول الفشل المسرحي إلى مكسب سياسي>>.
في نفس العام، نشر سارتر «الوجود والعدم» التي أظهرت تأثر سارتر بهايدغر، فقد تعمق في القواعد النظرية لمنظومة فكره. من 17 يناير إلى 10 أبريل 1944، بعث ب 12 برنامج مسجل لراديو فيشى.
ثم كتب مسرحية تسمى «الآخرون» وقد تغير اسمها إلى الغرفة المغلقة 
والتي عرضت في مايو 1944 وقد لاقت نجاحا واضحا.
نحو نهاية الحرب، جند كامو سارتر في شبكة المقاومة «قتال» وأصبح كاتب في جريدة تحمل نفس الاسم «قتال» وقد وصف في صفحاتها الأولى تحرير باريس. وبدأت من هنا شهرته العالمية. بعث سارتر في يناير 1945 إلى الولايات المتحدة لكتابة مجموعة مقالات في جريدة لو فيجارو وقد استقبل استقبال أبطال المقاومة.
إذن، فالحرب قسمت حياة سارتر إلى جزئين: منذ بدايته وحتى «الوجود والعدم»، كان فيلسوفا للوعي الفردي ثم تحول إلى مثقف وصاحب موقف سياسي باهتمامه بقضايا العالم. تحول من مدرس معروف في العالم الفردي إلى نجم عالمي بعد الحرب.

### سنوات المجد

#### الجنون الوجودي
في 1945، قطن سارتر في 42 شارع بونابرت وظل هناك حتى 1962.
بعد التحرير، نجح سارتر نجاحا كبيرا؛ فقد ظل لأكثر من 10 سنوات يقود الآداب الفرنسية. انتشرت أفكاره الوجودية من خلال المجلة التي أنشأها في 1945 تحت اسم "Les Temps modernes". كتب سارتر في هذه المجلة بجانب سيمون دي بوفوار وموريس ميرلو بونتي وريمون آرون وآخرون. في الافتتاح الطويل لعددها الأول، طرح سارتر تساؤلا عن مبدأ مسئولية الفرد وعن الأدب الموجه أي الذي يأخذ اتجاها واضحا. بالنسبة لسارتر، الكاتب هو شخص صاحب موقف في عهده حتى أن تظاهر بالموضوعية. طغت هذه الرؤية على جميع النقاشات الثقافية في النصف الثاني من القرن العشرين. اعتبرت هذه المجلة كإحدى المجلات الفرنسية الأكثر شهرة على المستوى العالمي. بذلك أنهى سارتر التقليد الفلسفي الذي يقضي بأن الكاتب دائما على الحياد كما قيل كثيرا في فرنسا الفيشية وألمانيا النازية. كانت ندوة أكتوبر 1945 الشهيرة رمز الهيمنة الثقافية للتيار الوجودي عندما حاول جمهور ضخم للدخول للقاعة الضيقة المحجوزة والمخصصة للندوة. تزاحم الناس وغادرت أفواج منهم وأصيب النساء بالإغماء وفقدان الوعي. عرض سارتر في هذه الندوة نبذة مكثفة عن فلسفته الوجودية التي تناولها بالتفصيل في كتابه «الوجودية مذهب إنساني». أراد سارتر التقرب في هذا الوقت من الماركسيين الذين يرفضون فكرة الحرية الجذرية: في نص الندوة، قام سارتر بعرض الفكرة المهيمنة على الوجودية وهي أن الإنسان لا يستطيع رفض الحرية، الحرية تميل إلى المستقبل، كل فعل حر هو مشروع، تنفيذ المشروع الفردي يعدل تنفيذ المشروعات الفردية الأخرى، الحرية هي أساس كل القيم الإنسانية، إتخاذ المواقف في اختيار الشركات تجعل الإنسان إنسانا.
كل الناس كانت تريد أن <<تكون>> وجودية و<<تعيش>> وجودية. أصبح حي Saint-Germain-des-Prés الذي يقيم به سارتر معقل الوجودية كما هو مكان للحياة الثقافية والليلية: كان يحتفل الناس بالعيد في الكهوف المدخنة ويستمعون لموسيقى الجاز ويذهبون إلى مقهى المسرح. كان الفكر الفلسفي لسارتر ظاهرة نادرة لتاريخ الفكر الفرنسي فقد لاقى صدى غير معهود من جمهور واسع للغاية. يمكن تعليل ذلك بعاملين أساسيين: أولا، أعمال سارتر متعددة الأشكال وتسمح لكل شخص إيجاد مستوى القراءة الذي يناسبه، ثانيا، الوجودية التي تنادي بالحرية الكاملة بالإضافة إلى المسؤولية الكاملة لأفعال الإنسان أمام الآخرين وأمام نفسه. أصبحت الوجودية إذن ظاهرة حقيقية مخلصة إلى حد ما لافكار سارتر ومن خلالها يعتبر الكاتب الوجودي قديما بعض الشيء.

#### الائتلاف الديموقراطي الثوري
في هذا الوقت، أكد سارتر انتمائه وموقفه من خلال مقالاته في مجلته "Les Temps modernes": تمسك سارتر كباقي مثقفي عصره بقضية الثورة الماركسية على أوامر وتعليمات الاتحاد السوفيتي التي لم تلبِّ مطلب الحرية. استكمل سارتر وسيمون دى بوفوار وزملائهم البحث عن طريق آخر وهو الرفض الثنائي للرأسمالية والستالينية. لقد ساند سارتر الكاتب الأمريكي ريتشارد رايت وهو كاتب أسود البشرة وعضو في الحزب الشيوعي الأمريكي وقد نفي إلى فرنسا منذ 1947.
في مجلته "Les temps modernes"، أخذ سارتر موقفا معاديا للحرب الهندوصينية وهاجم الجولية وانتقد الإمبريالية الأمريكية. كان سارتر جريئا في استخدام الكلمات في مجلته حتى أنه وصف <<كل معارض للشيوعية بالكلب>>.
ترجم سارتر فكره إلى موقف سياسي بإنشائه لحزب سياسي جديد تحت اسم «الائتلاف الديموقراطي الثوري» (RDR). بالرغم من بعض المظاهرات الناجحة، لم يتوصل الحزب إلى أن يكون ذات فعالية كافية ليكون حزبا حقيقيا وقدم سارتر استقالته في أكتوبر 1949.

#### الإغواء الشيوعي
دفعت حرب كوريا وقمع مظاهرة ضد العسكر للحزب الشيوعي الفرنسي لاختيار الفريق الذي سينتمي إليه: رأى سارتر في الشيوعية الحل لمشاكل البروليتاريا. هذا ما جعله يقول <<إذا أرادت الطبقة العمالية الانشقاق عن الحزب الشيوعي الفرنسي، فلا يوجد أمامها إلا حل واحد وهو الانهدام >>.
أصبح سارتر صديقا للحزب الشيوعي بين 1952  و1956. منذ هذا الوقت، شارك في الحركة وترأس منظمة فرنسا-الاتحاد السوفييتي. أعلن سارتر أن <<في الاتحاد السوفييتي، حرية النقد كاملة>>  وأصبح عضوا بالمجلس العالمي للسلام.
فصل الفكر المقرب من الشيوعية سارتر عن ألبير كامو المقربين جدا في السابق. بالنسبة لكامو، يجب ألَّا تنتصر الإيديولوجية الشيوعية على الجرائم الستالينية. بالنسبة لسارتر، لا يمكن استخدام هذه التصرفات كتبرير للتخلي عن الميول الثورية.
ظل هذا الإخلاص للحزب الشيوعي الفرنسي حتى خريف 1956، وهو تاريخ دهس الدبابات السوفيتية لانتفاضة بودابست. بعد إمضائه لعريضة مثقفي اليسار والشيوعيين المحتجين، أعطى سارتر لقاء طويل لجريدة "l'Express" لإعلان استقالته الجذرية عن الحزب.

#### البنيوية وفلوبير وجائزة نوبل
بعد ذلك، هبطت سرعة نجاح الوجودية: في ستينيات القرن العشرين، انخفض تأثير سارتر على الآداب الفرنسية والأيدلوجية الثقافية خاصة أمام البنويون مثل عالم الأجناس ليفي ستروس والفيلسوف فوكو وعالم النفس جاك لاكان. تعتبر البنيوية عدوا للوجودية: لا يوجد في البنيوية إلا مساحة ضئيلة من الحرية الإنسانية، كل شخص هو متداخل مع الهياكل التي تتعداه. في الحقيقة، سارتر كمدافع عن أولوية الوعي على اللا وعي وأولوية الحرية على الهياكل الاجتماعية لم يكلف نفسه عناء مناقشة هذا التيار الجديد: لكنه فضّل تكريس جهده لتحليل القرن التاسع عشر والإنتاج الأدبي وخاصة دراسة كاتب طالما أبهره وهو جوستاف فلوبير. في ستينيات القرن العشرون، تدهورت صحة سارتر بسرعة. أحرق سارتر نفسه من خلال نشاطه الأدبي والسياسي الزائد ومن خلال استهلاكه للتبغ والكحول بكميات كبيرة. كان يوم 10 ديسمبر 1964 هو اليوم الأكثر دويا في العالم عندما رفض سارتر جائزة نوبل في الأدب لأنه يعتبر أنه لا يستحق أي شخص أن يكرم وهو على قيد الحياة.
لقد رفض أيضا وسام جوقة الشرف في 1945 وندوة في كوليج دو فرانس. كانت هذه التكريمات بالنسبة لسارتر تقييدا لحريته لأنها تجعل من الكاتب مؤسسة. ظل هذا الموقف شهيرا لأنه يوضح مزاج المثقف الذي يريد أن يكون مستقلا عن السلطة السياسية.

### سنوات الالتحاق والمواقف
بالرغم من ابتعاد سارتر عن الحزب الشيوعي إلا أنه استكمل اتخاذ المواقف تجاه القضايا المختلفة. فكان أحد أهداف منظمة من أجل الحرية والثقافة وهي منظمة ثقافية مناهضة للشيوعية وأسست في 1950.

#### الحرب الهندوصينية
في 1950، تفجرت قضية هنري مارتن وهو بحار وناشط في الحزب الشيوعي الفرنسي، قبض عليه لتوزيعه منشورات ضد الحرب الهندوصينية، على الساحة العسكرية وعلى ترسانة أسلحة تولون. وقد اتهم أيضا بالتخريب لصالح الـالفيت مين والتي برئته منها محكمة تولون. دافع سارتر عن هنري مارتن بنشر كتاب «قضية هنري مارتن»، الذي يلخص أسباب هذا الدفاع. وأصبح الكتاب دليلا على النطاق الواسع لهذه القضية، شارك مثقفو اليسار المعروفون في كتاية هذا الكتاب وهم: ميشيل ليريس وهيرفي بازين وبريفير وفيركورس. ظل سارتر يقظا حتى نهاية هذه الحرب وقد خصص عددا خاصا لهذه القضية في مجلة «الأزمنة الحديثة Temps Modernes» (فيت مين، أكتوبر 1953).

#### حرب الجزائر
منذ 1956، اتخذ سارتر ومجلته "Les Temps modernes" موقفا معاديا لفكرة الجزائر فرنسية وقد تبنى رغبة الشعب الجزائري في الاستقلال. احتج سارتر على التعذيب 
، وطالب بحرية الشعوب بتقرير مصائرهم وقد صور العنف على أنه غرغرينا ونتيجة للاستعمار 
في 1960 وخلال محاكمة شيكات التبني لجبهة التحرير الوطني الجزائرية، أعلن سارتر أنه <<حامل حقيبة>> 
لجبهة التحرير الوطني الجزائرية.
دفع سارتر ثمن هذا الموقف فقد قصفت منظمة الجيش السري منزله مرتين واستولت على مجلة "Les Temps modernes" خمس مرات.

#### كوبا

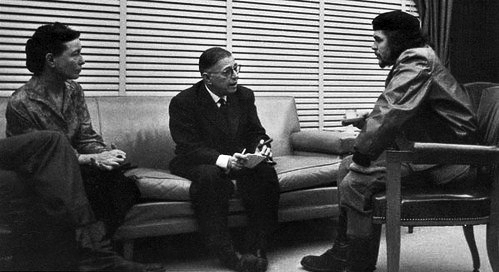
جون بول سارتر وسيمون دى بوفوار يلتقيان تشى جيفارا في كوبا 1960

تبنى سارتر الثورة الكوبية منذ 1960 كما تبناها العديد من المثقفون الفقراء.
في يونيو 1960، كتب سارتر 16 مقالا في جريدة "France Soir" تحت اسم <<إعصار على السكر 
لكنه قطع علاقته مع فيدل كاسترو بعد قضية «باديلا» عندما سجن الشاعر الكوبي هربرتو باديلا بعدما انتقد نظام كاسترو. قال عن فيدل كاسترو: «لقد أعجبني، وذلك نادر، لقد أعجبني كثيرا». ردا على قمع المثليون، قال سارتر أن «المثليون هم يهود كوبا».

#### مايو 1968
بعدما نشر الجزء الأول من «نقد المنطق الجدلي» في 1960 وبدأ تحضير الجزء الثاني من نفس الكتاب، شارك سارتر بقوة في أحداث مايو 1968. في 1967، صعد سارتر إلى رأس المشهد عندما رأس محكمة راسل مع بيرتراند راسل وهي محكمة معلنة وجمعية عالمية للمثقفين والنشطاء والشهود المكلفين بالحكم على الحروب أو إدانتها وبالأخص حرب الأمريكان في فيتنام.
إن لم يكن ملهم أحداث مايو 1968, قام سارتر بصنع أصداء الثورة في الشارع وعلى المنابر وفي الجرائد وعلى أبواب المصانع المضربة. لقد قام بتسجيل حوار مع دانيال كوهن-بندت في جريدة "Le Nouvel Observateur" وقد أعطاه الفرصة للتعبير عما يريد خلال أسبوع كامل. في سن الـ63 عاما، ذهب إلى جامعة سوربون ليتحاور مع الطلاب. ثم ندد <<بالانتخابات التي وضعت الفخاخ للأغبياء>> حسب وصفه لانتخابات ديغول.
على الصعيد الدولي، ندد سارتر بالتدخل السوفييتي ضد ربيع براغ في تشيكوسلوفاكيا.

#### رجل اليسار
بالرغم من تدهور صحته أكثر فأكثر، استمر سارتر في المقاومة «اليسارية» متبنيا حركة الماوية ضد القمع. في 1971, قرر سارتر أن يشغل منصب رئيس الجريدة الثورية «قضية الشعب» المهددة بالمصادرة بضغط من السلطات البومبيدية فنزل الشارع مع مشاهير مثل سيمون دي بوفوار وغيرها لبيع الجريدة وقد فعل كذلك مع جريدتين ماويتين «الكل» و«أنا أتهم». في 1973, أسس سارتر جريدة «التحرير» مع سيرج جولي وفيليب جافي وبرنار لالمون وجون كلود فيرنيي وظهرت الجريدة ربيع هذا العام. بعد مرضه بالخرف الوعائي، قدم سارتر استقالته من رئاسة الجريدة في 24 مايو 1974. لقد ارتبط خلال كل هذه الفترة بالحركات اليسارية والنسائية مع إعطاءها اسمه بإرادته لمساعدتها.

#### الصراع الإسرائيلي الفلسطيني
بعدما وصل لآخر سنوات حياته، اهتم سارتر بالصراع الإسرائيلي الفلسطيني. كان يندد بالأحوال المعيشية التي لا يحسد عليها الفلسطينيون التي تبرر اللجوء للإرهاب معترفا بشرعية دولة إسرائيل.
في 1976، قبل سارتر تكريماً وحيداً في حياته وهو الدكتوراه الفخرية من جامعة اورشاليم العبرية وقد تلقاها من سفارة إسرائيل بباريس بواسطة الفيلسوف إيمانويل ليفيناس. لقد فبل هذه الجائزة فقط لأسباب سياسية <<لخلق رابط بين الشعب الفلسطيني الذي أتبناه وإسرائيل صديقتي.>> 

### نقده لمعاداة السامية
- 《اليهودي إنسان، ينظر إليه الناس الآخرون باعتباره يهوديا... إن المعادي للسامية هو الذي يصنع اليهودي》[29]

#### وفاته
بعدما وصل سارتر لسن ال66 في 21 يونيو 1971، أصيب سارتر بأزمة قلبية وعائية في 16 مايو 1971.

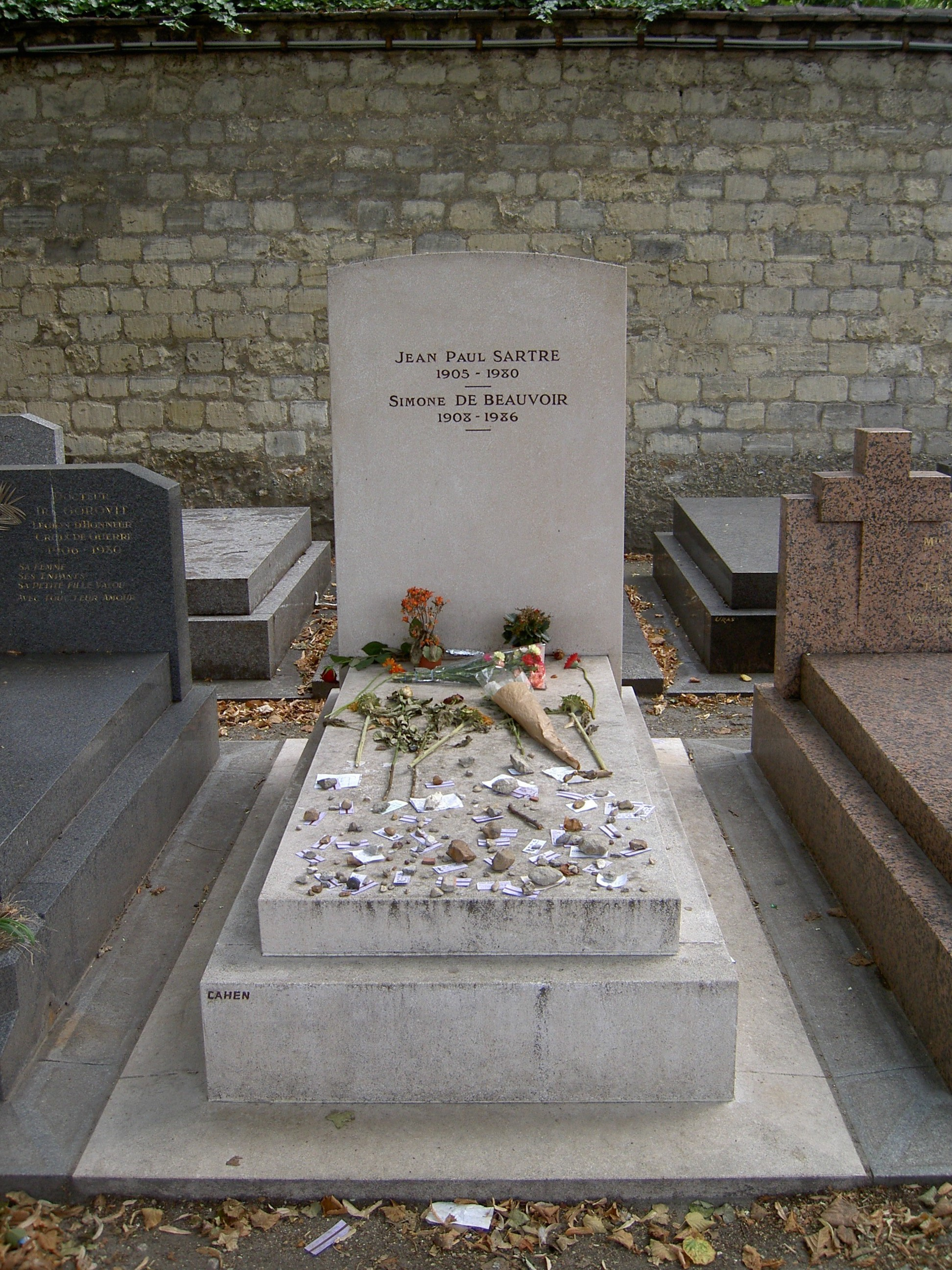
قبر جون بول سارتر وسيمون دي بوفوار في مقبرة مونت بارناس بباريس

في مارس 1980, نشرت جريدة "Nouvel Observateur" على ثلاثة أعداد مجموعة من الحوارات مع بيني ليفي تحت اسم «الأمل الآن».
توفي سارتر في 15 أبريل عام 1980، عن عمر يناهز 75 عاما في مستشفى بروسية بباريس بعد إصابته وذمة الرئة.
في العالم كله، أثار خبر وفاته ضجة كبيرة. في 19 أبريل 1980، هرع 50 ألف شخصا إلى شوارع باريس للسير في موكب الدفن ولإعطائه التكريم المناسب لشخصه. كان هذا الجمع المهيب دون أي خدمة تنظيم من أجل الرجل الذي أسر ثلاثة أجيال من الفرنسيين بأدبه. كان من بينهم تلاميذه القدامى من سنوات الهافر وزملائه في التحرير وشيوعيون الخمسينيات والنشطاء القدامى للسلام في الجزائر وأخيرا شباب الماوية.
دُفن سارتر في مقبرة مونبارناس بباريس (الحي 14). في 14 أبريل 1986، ودفنت سيمون دى بوفوار لاحقًا معه في نفس القبر، وكُتب عليه «جون بول سارتر (1905-1980) وسيمون دي بوفوار (1908-1986)».

## مؤلفاته المترجمة للعربية
- التخيل ـ 1936م. الخيال 1940
- تعالي الأنا موجود ـ 1936م.
- الغثيان (رواية) ـ 1937م.
- نظرية الانفعال 1939م.
- الجدار (قصص قصيرة) 1939م.
- الوجود والعدم ـ 1943م.
- الذباب (مسرحية). 1943م.
- خلف الأبواب الموصدة ـ 1944م.
- دروب الحرية ـ 1745م.
- الأيدي القذرة (مسرحية) ـ 1948م.
- الشيطان والرب ـ 1951م.
- قضايا الماركسية ـ 1953م.
- الوجودية مذهب إنساني ـ 1946م.
- أسرى ألتونا ـ 1959م.
- نقد العقل الجدلي ـ 1960م
- سيرته الذاتية «الكلمات» ـ 1964م.
- أبله العائلة: دراسة عن فلوبير في ثلاثة أجزاء ـ 1971م.
- الشك.
- جلسة سرية
- موتى بلا قبور الدوامة

لا مخرج سن الرشد (سارتر) الحزن العميق (رواية) وقف التنفيذ

## وصلات خارجية
- جون بول سارتر على موقع أرشيف الشارخ.
- موقع عن بول سارتر باللغة العربية
- معلومات عن حياته مع مقاطع فيديو حول هذا الرجل
- جان بول سارتر على موقع IMDb (الإنجليزية)
- جان بول سارتر على موقع الموسوعة البريطانية (الإنجليزية)
- جان بول سارتر على موقع مونزينجر (الألمانية)
- جان بول سارتر على موقع ميوزك برينز (الإنجليزية)
- جان بول سارتر على موقع قاعدة بيانات برودواي على الإنترنت (الإنجليزية)
- جان بول سارتر على موقع إن إن دي بي (الإنجليزية)
- جان بول سارتر على موقع قاعدة بيانات الفيلم (الإنجليزية)